# Ocotepec (Morelos)

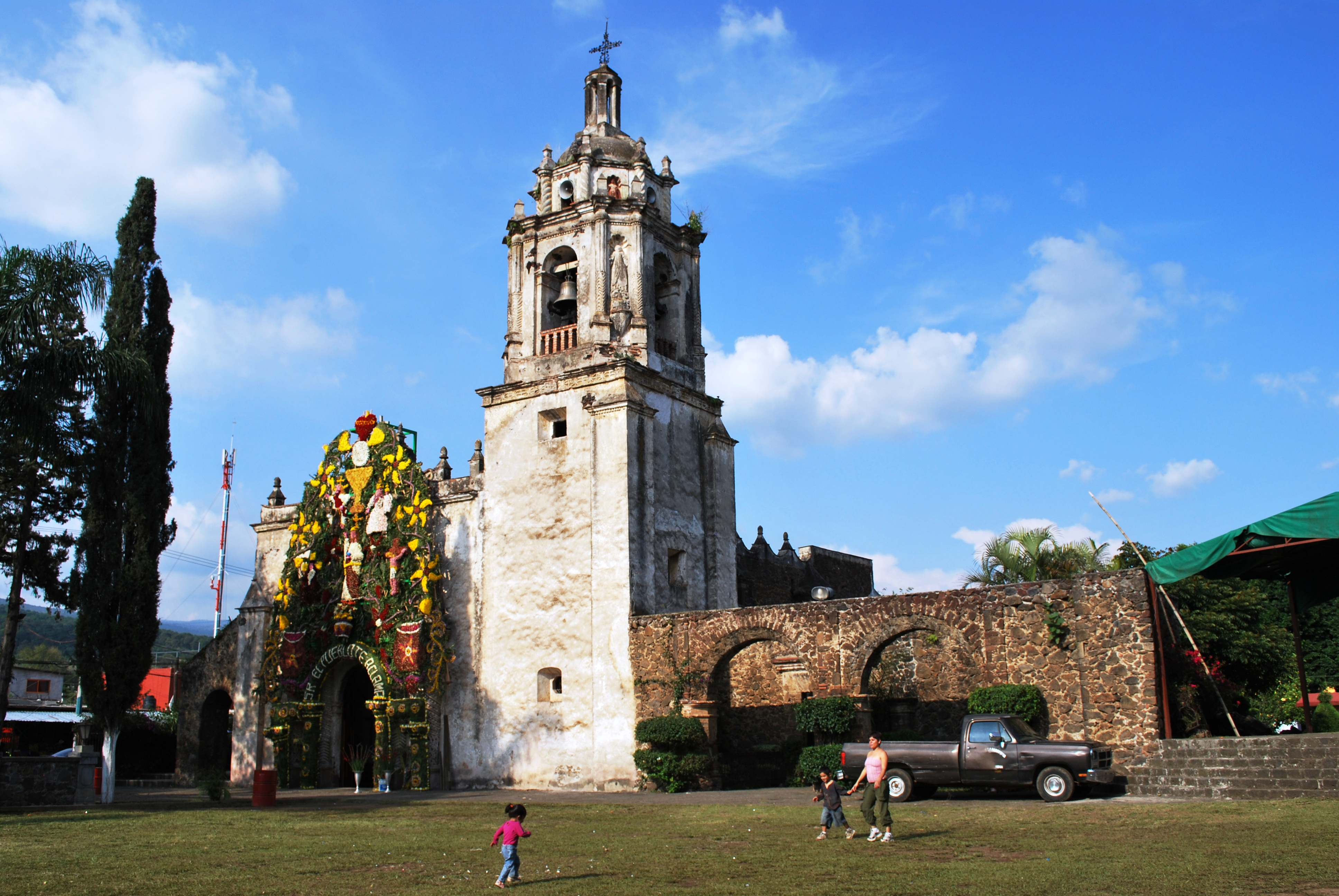
Vue sur l'atrium de l'église du Divino Salvador

Ocotepec est une ville dans l'agglomération de Cuernavaca, Morelos, Mexique. La ville est divisée en 4 quartiers qui ont chacun leur fête annuelle. À Ocotepec, le marché fait que de nombreuses rues sont fermées durant quelques jours. Un axe important, l'avenue Miguel Hidalgo, traverse la ville et va en direction de Tepoztlán.
On y trouve également une succursale du Lycée Franco-Mexicain.
Population (estimation) : 30 000 hab.